# 1-я Красноармейская улица (Санкт-Петербург)
1-я Красноарме́йская улица — улица в Адмиралтейском районе Санкт-Петербурга. Проходит от Московского до Измайловского проспекта.

## История названия
С середины XVIII века известно название улицы как 1-я Рота. Параллельно существовали названия Измайловская улица (включая и современный Троицкий проспект), 1-я Измайловская улица, 1-я Рота Измайловского полка.
Современное название 1-я Красноармейская улица присвоено 6 октября 1923 года в честь Красной Армии с целью утверждения советской терминологии и в противовес прежнему названию.

## История
Улица возникла в середине XVIII века, как улица для расположения 1-й роты Измайловского лейб-гвардии полка.

«…велено на полки Гвардии, вместо казарм, построить слободы… со всяким поспешением в нынешнем 1740 году… Измайловскому назначили… строить за Фонтанкою, позади обывательских домов, зачав строить от самой проспективой, которая лежит Сарскому Селу (теперь Московский проспект) на правую сторону вниз по оной речке»— «О строении слобод для Измайловского полка», Указ императрицы Анны Иоановны от 2 мая 1740 года

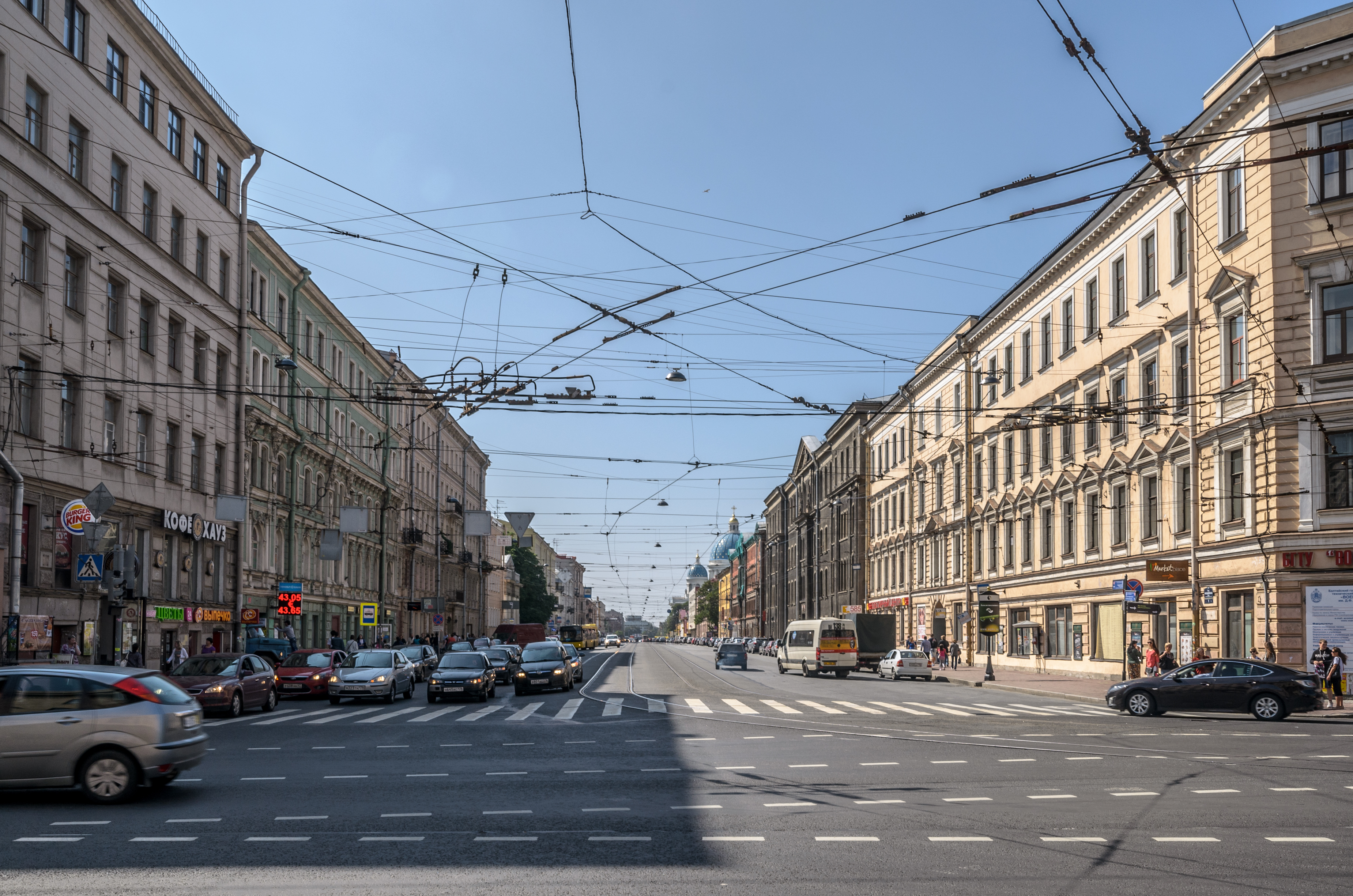
Вид с Московского проспекта
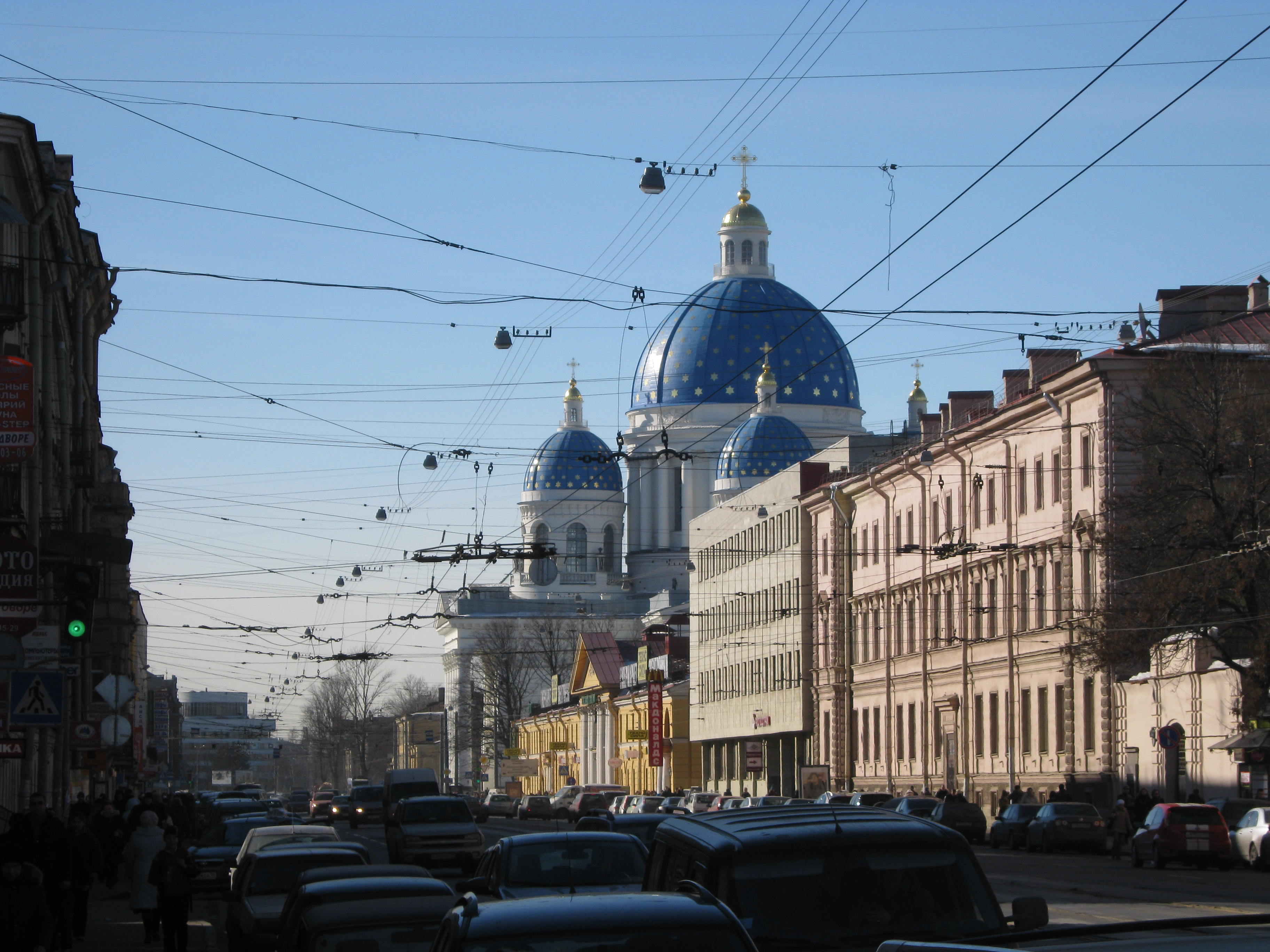
Вид на Троице-Измайловский собор с 1-й Красноармейской улицы
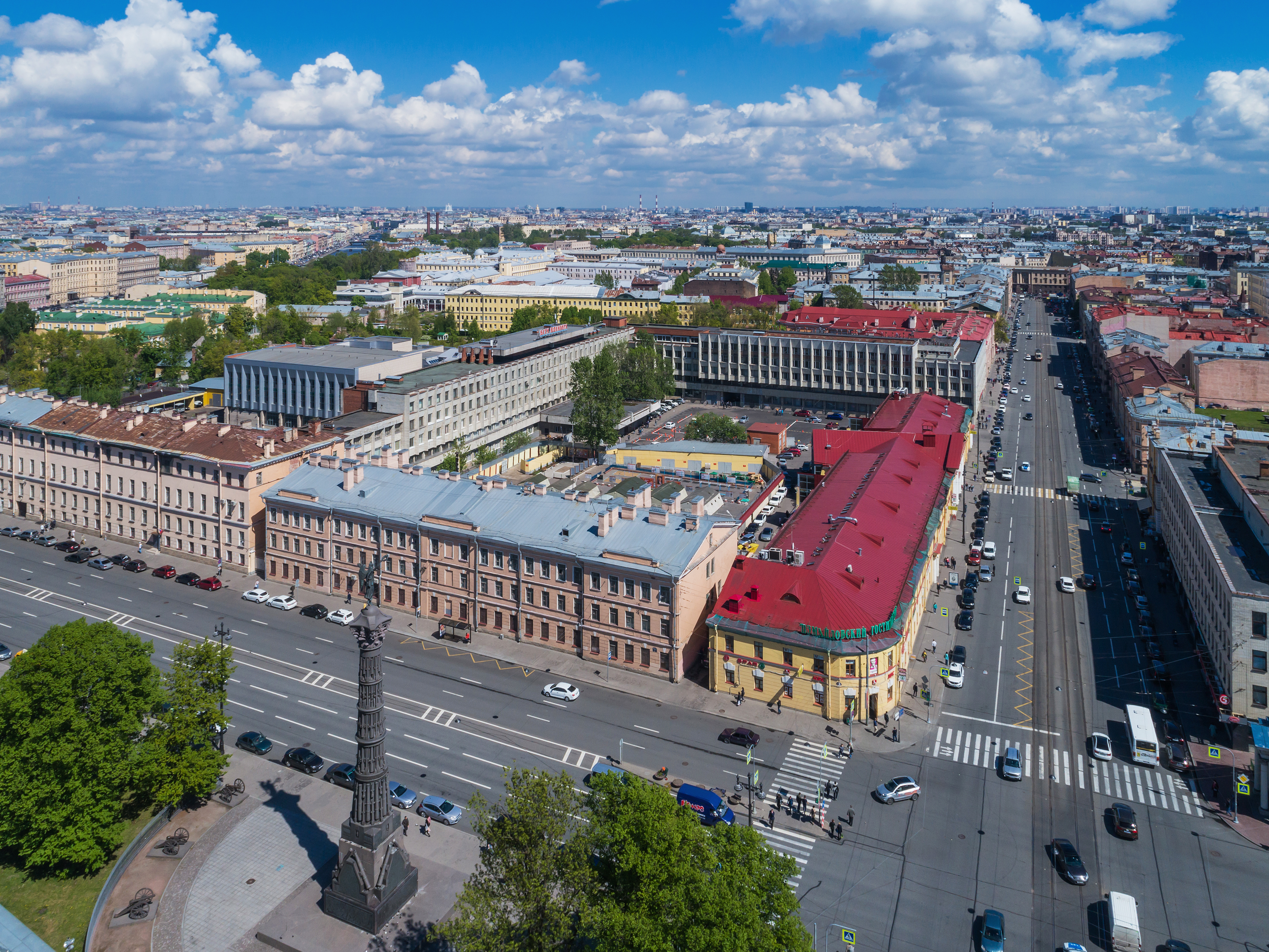
Угол 1-й Красноармейской улицы и Измайловского проспекта

## Достопримечательности
- Д. № 1 — Балтийский государственный технический университет «Военмех»;
- д. № 3-5, 7-9 (Набережная р. Фонтанки, 116) — комплекс жилых домов Тарасовых (1858—1859, архитекторы К. К. Андерсон, Р. И. Кузьмин, А. И. Ланге)[2];  7831069000
- д. № 6 — здание магазина «Хрусталь» Ю. С. Нечаева-Мальцова (1915, гражданский инженер Н. П. Степанов)[2];  7831070000
- д. № 11 — католический кафедральный Собор Успения Пресвятой Девы Марии[2];
- д. № 11, литера Б — здание Консисторского управления Могилевской Римско-католической архиепархии с костелом Успения Девы Марии (Духовная семинария Римско-католической архиепархии)[2];  7831071000
- д. № 22 — здание, в котором в 1893 году бывал В. И. Ленин (1855, архитектор А. А. Кулаков)[2].  781710971610005

## Транспорт
В начале улицы расположена станция метро «Технологический институт».
По улице проходят маршруты наземного общественного транспорта:
- Автобусы: № 70, 71, 290.
- Троллейбусы: № 3, 8.
- Трамвай: № 16.